# Zhunan
Zhunan (chinesisch 竹南鎮, Pinyin Zhúnán Zhèn, Hokkien Tek-lâm-tìn, Hakka Tsuk-nàm-chṳ́n), oder Jhunan, ist eine Stadtgemeinde (鎮,  Zhèn) im Landkreis Miaoli in der Republik China (Taiwan).

## Lage
Zhunan liegt in der nordwestlichen Ecke des Landkreises Miaoli an der Küste zur Taiwanstraße. Das Gemeindegebiet entspricht in etwa einem 2 bis 4 km breiten Küstenstreifen mit einer Länge von etwa 8,7 km. Die südliche Begrenzung wird größtenteils vom Zhonggang-Fluss (中港溪,  Zhōnggǎng Xī) gebildet. Höchste Erhebung ist der 103 m hohe Jianbishan (尖筆山, ), von dem aus man einen guten Rundblick auf die Umgebung hat. Die angrenzenden Gemeinden sind im Landkreis Miaoli die Gemeinden Houlong im Südwesten, Zaoqiao im Süden und die Stadt Toufen im Osten. Im Nordosten grenzt Zhunan an die kreisfreie Stadt Hsinchu.

## Geschichte
Die Gegend war ursprünglich von indigen-taiwnischen austronesischen Ethnien besiedelt. Die ersten han-chinesischen Siedler tauchten in der zweiten Hälfte des 17. Jahrhunderts auf. Im Jahr 1723, zu Beginn der Herrschaftszeit Yongzhengs, wurde hier ein Dorf Zhonggang (中港庄) gegründet. Eine Blütezeit erlebte der Ort während der Herrschaftszeit Daoguangs (1820–1850), als er einer der wichtigsten Handelsplätze im Norden Taiwans war. Während der nachfolgenden Herrschaftszeit Xianfengs (1850–1860) führte eine große, neu entstandene Wanderdüne dazu, dass ein wesentlicher Teil der Siedlung aufgegeben werden musste. Nachdem zur Zeit der japanischen Herrschaft über Taiwan (1895–1945) die die Längslinie der Eisenbahn entlang der Westküste Taiwans fertiggestellt worden war, verlagerte sich das wirtschaftliche Zentrum mehr nach Norden und im Jahr 1920 erhielt die Gemeinde, da sie südlich von Hsinchu (kurz 竹 – „Zhu“) lag, den Namen Zhunan (南,  Nán – „Süden“). Nach der Übernahme Taiwans durch die Republik China 1945 wurde daraus die Stadtgemeinde Zhunan, anfänglich im Landkreis Hsinchu und ab 1950 im neu gebildeten Landkreis Miaoli.

## Bevölkerung
Etwa 50 % der Bevölkerung gehören der Hakka-Volksgruppe an. Ende 2019 lebten 999 Angehörige indigener Völker in Zhunan, entsprechend einem Bevölkerungsanteil von 1,1 %.
| Gliederung von Zhunan |
|                       |

## Verwaltungsgliederung
Zhunan ist in 25 Ortsteile (里,  Li) untergliedert:
1 Gongguan (公舘里)

2 Dacuo (大厝里)

3 Kaiyuan (開元里)

4 Zhonggang (中港里)

5 Zhonghua (中華里)

6 Yingpan (營盤里)

7 Zhunan (竹南里)

8 Zhengnan (正南里)

9 Xinnan (新南里)

10 Zhaonan (照南里)

11 Jiaxing (佳興里)

12 Shengfu (聖福里)

13 Longshan (龍山里)

14 Shanjia (山佳里)

15 Dapu (大埔里)

16 Dingpu (頂埔里)

17 Gongyi (公義里)

18 Qiding (崎頂里)

19 Tianwen (天文里)

20 Longfeng (龍鳳里)

21 Zhuxing (竹興里)

22 Zhongying (中英里)

23 Zhongmei (中美里)

24 Haikou (海口里)

25 Gangqian (港墘里)

## Wirtschaft

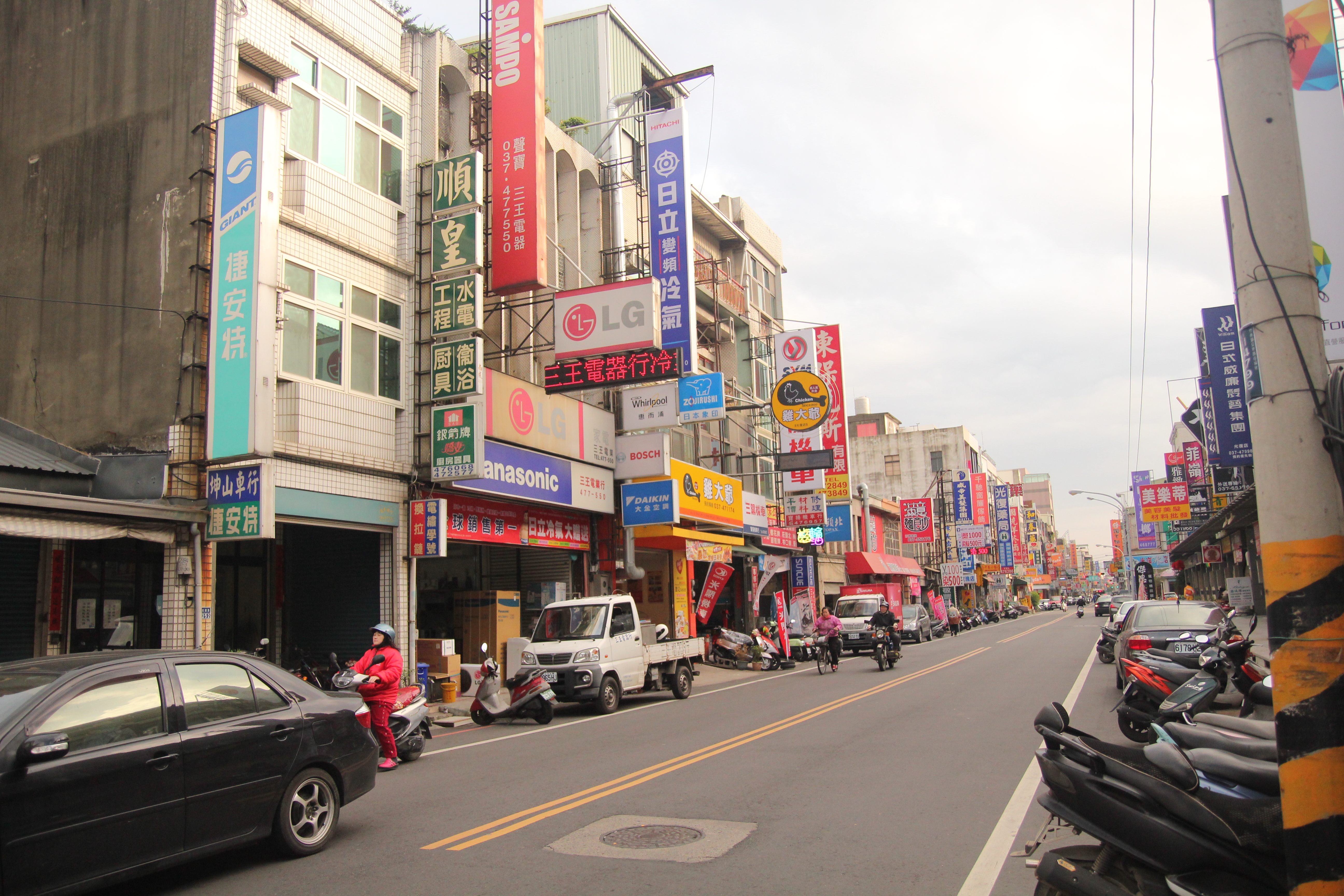
Guangfu-Straße (光復路)

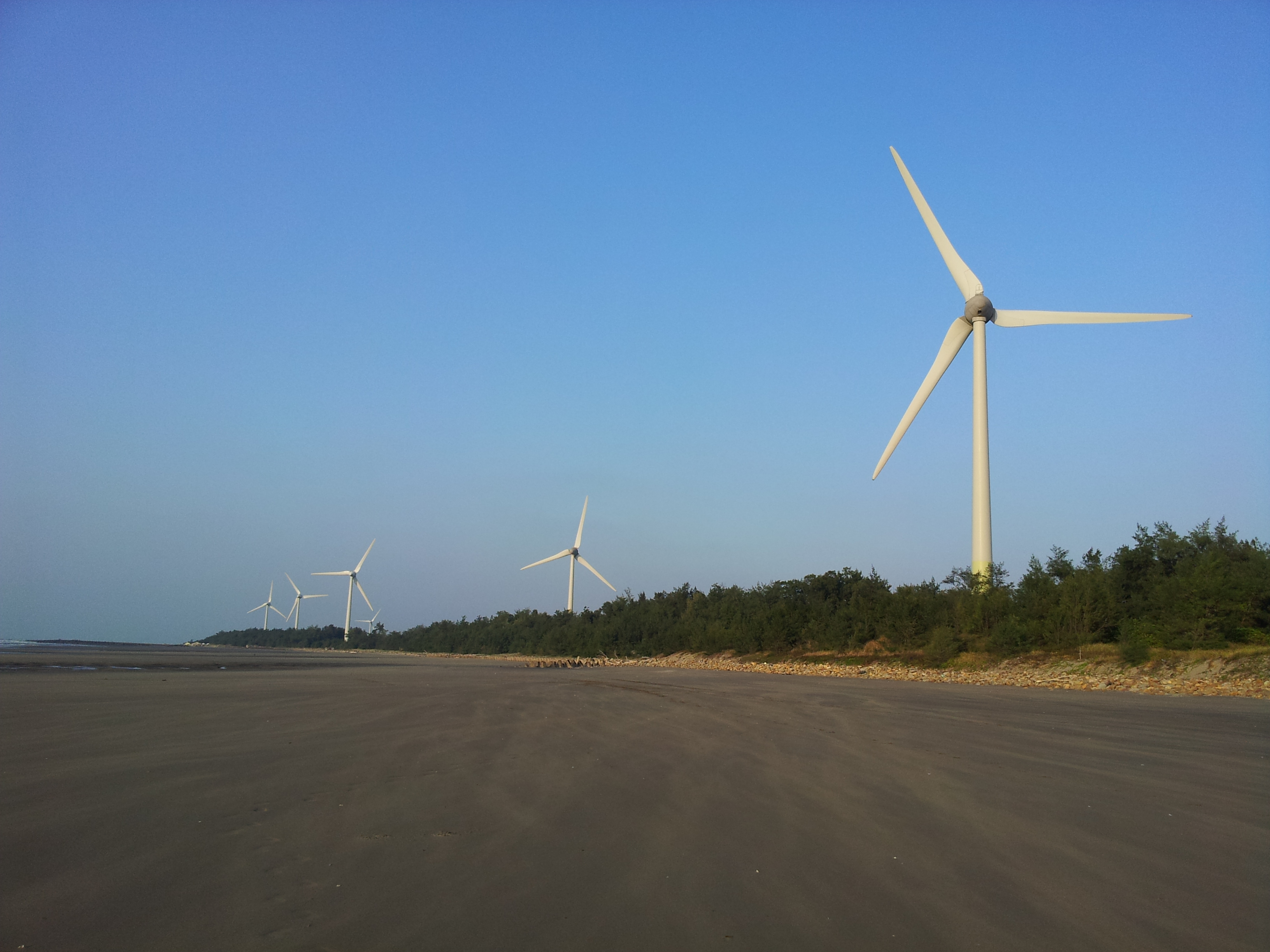
Windturbinen im Strandbereich

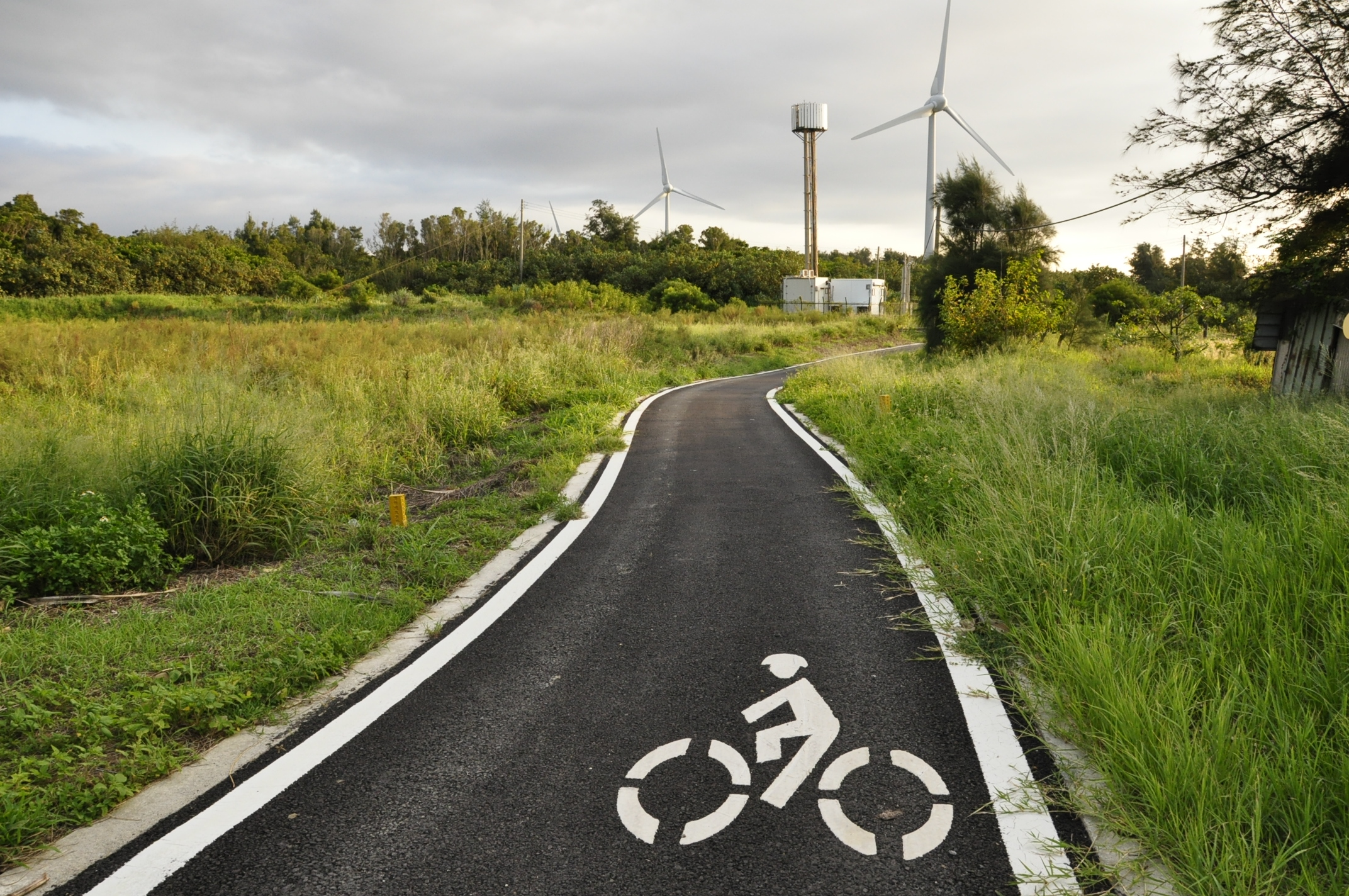
Fahrradweg entlang der Küste

Wirtschaftliche Basis von Zhunan ist die Industrie. Es gibt mehrere Gewerbegebiete, den Technologiepark Guangyuan (廣源科技園區, ) und den Wissenschaftspark Zhunan (竹南科學園區, ).
Ein überregional bekanntes Unternehmen ist die Zhunan-Brauerei, die größte Brauerei Taiwans. Der Brauerei ist ein kleines Museum angeschlossen.
Die Landwirtschaft spielt nur noch eine untergeordnete Rolle. Etwa 1250 ha werden landwirtschaftlich genutzt, davon 1000 ha für den Nassreisanbau und 250 ha für verschiedene Feldfrüchte (hauptsächlich Gemüse und Wassermelonen). Viehzucht sowie Aquakultur und Fischerei spielen ebenfalls eine Rolle.
Vor der Küste Zhunans liegen die beiden Offshore-Windparks Formosa 1 und 2, die ersten Offshore-Windparks Taiwans.

## Verkehr
Die Hauptverkehrsverbindungen verlaufen mehr oder weniger parallel zur Küste von Nordosten nach Südwesten. Dazu zählen die Nationalstraße 3 (Autobahn), die Provinzstraßen 61 und 13, sowie die von letzterer abzweigende Provinzstraße 13a (13甲). Nördlich des Zhonggang-Flusses zieht die Provinzstraße 1b (1乙) landeinwärts in östliche Richtung. Die Längslinie (縱貫線) der Taiwanischen Eisenbahn verläuft im Norden nahe der Küste, biegt dann landeinwärts nach Osten ab und zweigt sich kurz vor Überquerung des Zhonggang-Flusses in die westliche Küstenlinie (海線) und die weiter östlich verlaufende Taichung-Linie (臺中線) auf. In Zhunan gibt es zwei Haltebahnhöfe, Zhunan und Saiting.

## Besonderheiten
Im daoistischen Desheng-Tempel (德勝宮, ) in Gangqian werden Wang-Ye und die Drei Reinen verehrt. Der Tempel geht auf das Jahr 1879 zurück. Im Wugu-Tempel (五穀宮 – „Fünf-Getreide-Tempel“, ) in Xinnan wird Shennong als Landwirtschaftsgott verehrt. Im Tempel befindet sich eine 46,8 m hohe Kolossalstatue des Gottes. Der Houcuo-Longfeng-Tempel (后厝龍鳳宮, ) ist ein Mazu-Tempel in Longfeng, ebenfalls mit einer Kolossalstatue. Der Tempel wurde 1835, zur Herrschaftszeit Daoguangs gegründet. Der älteste Tempel Zhunans, dessen Anfänge auf das Jahr 1661 zurückgehen, ist der Zhonggang-Ciyu-Tempel (中港慈裕宮, ) in Zhonggang – ebenfalls ein Mazu Tempel.
Ein touristisches Ziel ist der kleine Longfeng-Fischereihafen. Im Küstenwaldgebiet nördlich des Longfeng-Fischereihafens gibt es einen kleinen Radwanderweg. Am Nordufer im Bereich der Mündung des Zhonggang-Flusses befindet sich ein kleines Mangroven-Naturschutzgebiet.

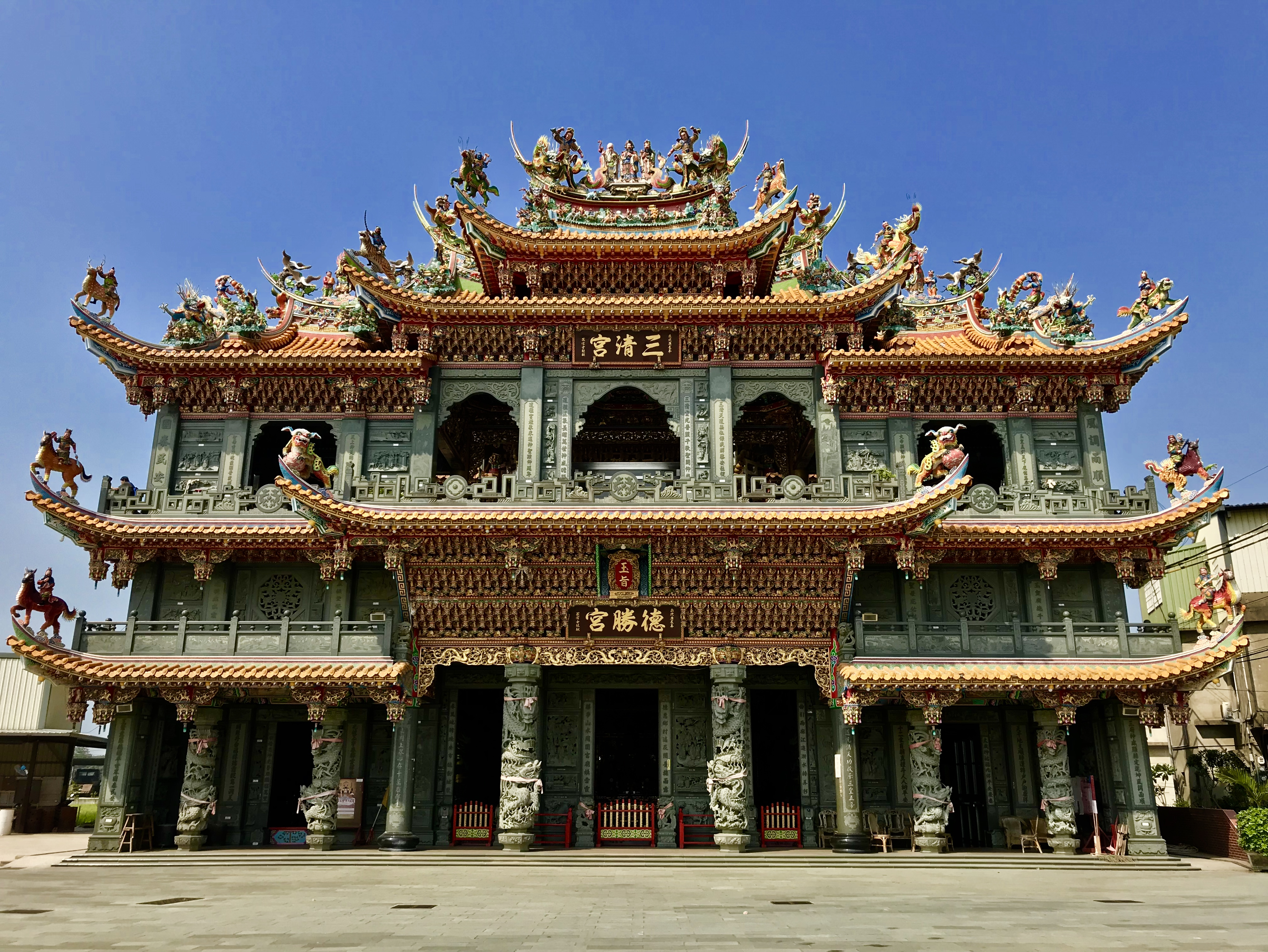
Desheng-Tempel
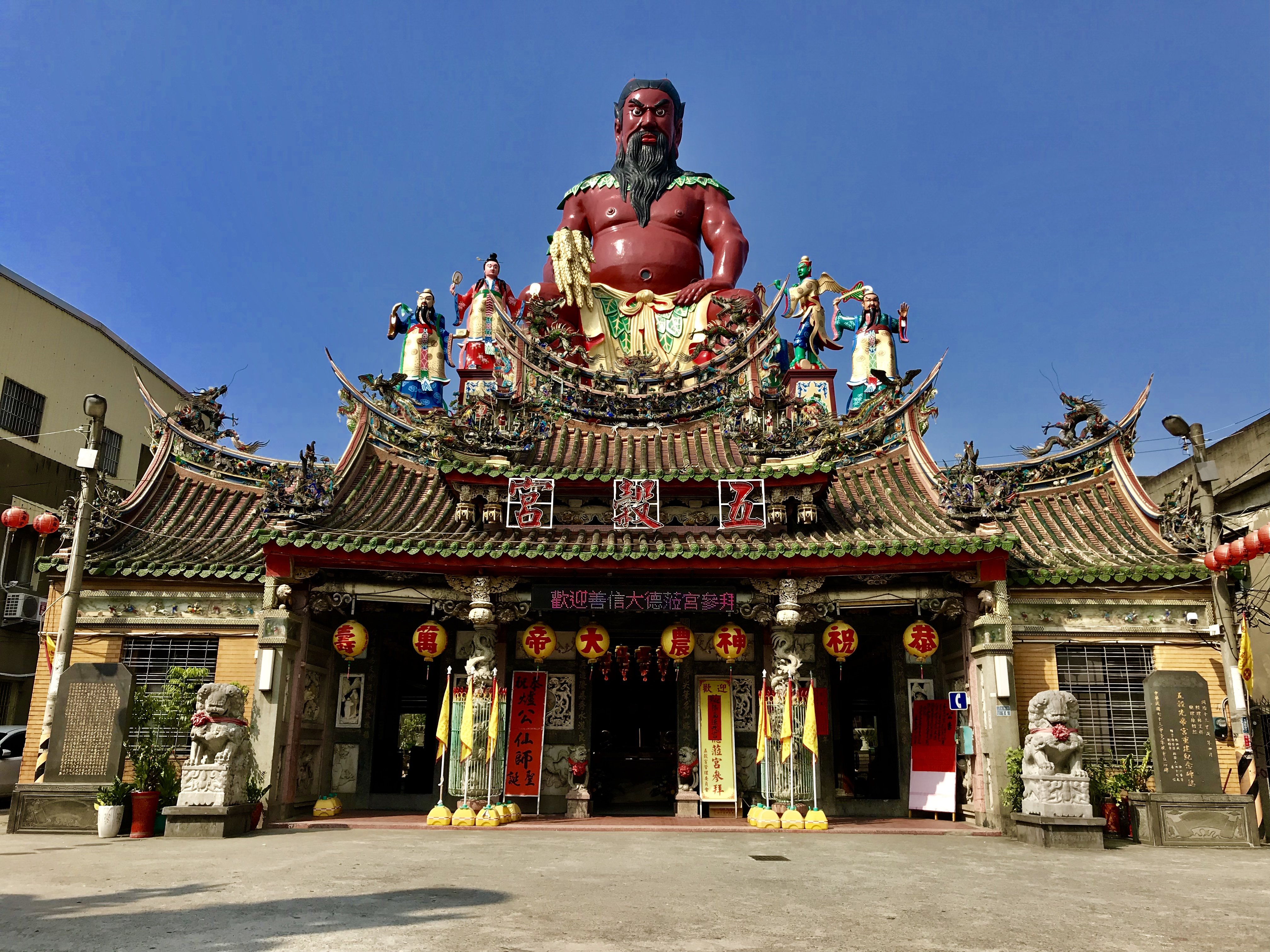
Wugu-Tempel
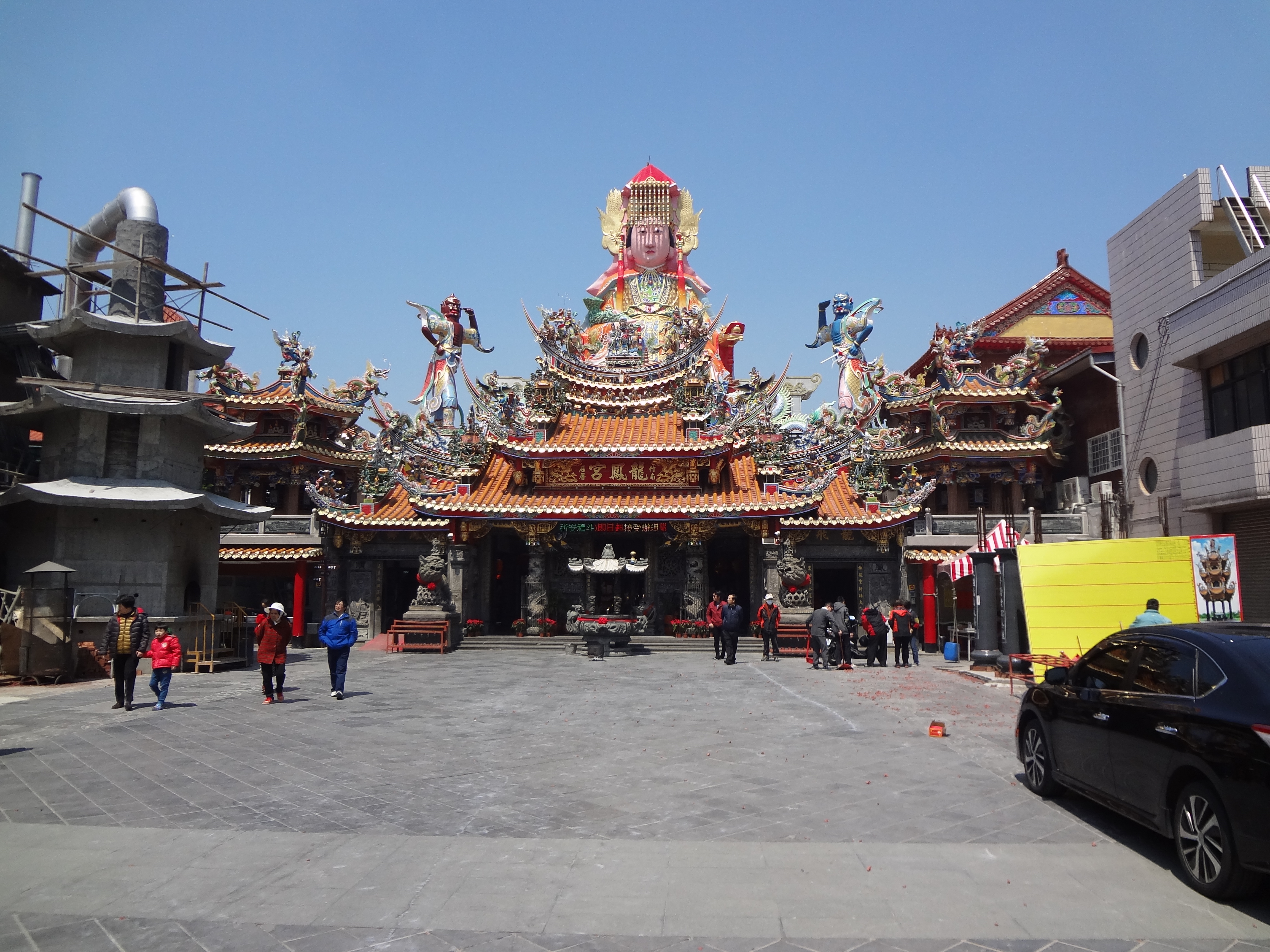
Houcuo-Longfeng-Tempel